# دادرسی عادلانه: محاکمات کیفری بین‌المللی
دادرسی عادلانه: محاکمات کیفری بین‌المللی کتابی از مصطفی فضائلی است که در سال ۱۳۸۷ منتشر و در مراسم کتاب سال جمهوری اسلامی ایران به‌عنوان کتاب برگزیده معرفی شد.